# 悲愁物語
『悲愁物語』（ひしゅうものがたり）は、1977年に公開された日本映画であり、鈴木清順が10年ぶりに映画監督に復帰した作品である。配給は松竹。

## 解説
鈴木清順監督が「殺しの烙印」以来、10年ぶりの作品となった。原作は「巨人の星」や「あしたのジョー」で有名な梶原一騎であり、製作プロデューサーは東京ムービー新社の社長藤岡豊である。

## スタッフ
- 製作：藤岡豊、梶原一騎、川野泰彦、浅田健三、野村芳樹
- 原案：梶原一騎
- 脚本：大和屋竺
- 音楽：三保敬太郎、とみたいちろう
- 監督：鈴木清順

## キャスト
- 桜庭れい子：白木葉子
- 三宅精一：原田芳雄
- 桜庭純：水野哲
- 田所圭介：岡田眞澄
- 古沢ディレクター：和田浩治
- 高木：佐野周二
- 井上社長：仲谷昇
- 仙波道造：小池朝雄
- 刑事：宍戸錠
- ファン：野呂圭介
- チャームスクール講師：葦原邦子
- 森企画室長：玉川伊佐男
- 編集部員：片岡功
- 長谷川公江：千代恵
- 阿部友子：左時枝
- 仙波加世：江波杏子